# Sy
 Sy  es una población y comuna francesa, en la región de Champaña-Ardenas, departamento de Ardenas, en el distrito de Vouziers y cantón de Le Chesne.
Está integrada en la Communauté de communes de l'Argonne Ardennaise.

## Demografía
| 308 | 314 | 189 | 342 | 319 | 315 | 322 | 311 | lac. | lac. | 293 | 279 | 257 | 244 | 233 | 201 | 175 | 173 | 183 | 157 | 114 | 99 | 84 | 88 | 77 | 74 | 93 | 82 | 56 | 61 | 50 | 45 | 42 | 41 |
| Para los censos de 1962 a 1999 la población legal corresponde a la población sin duplicidades (Fuente: INSEE [Consultar]) |     |     |     |     |     |     |     |      |      |     |     |     |     |     |     |     |     |     |     |     |    |    |    |    |    |    |    |    |    |    |    |    |    |